# Robert Daborne
Robert Daborne (vers 1580 – 23 mars 1628) était un dramaturge anglais du Théâtre élisabéthain. Vers la fin de sa vie, il devint prêtre et cessa d'écrire pour le théâtre.

## Biographie

### Enfance
Son père s'appelait également Robert Daborne, un mercier fortuné, qui était aussi l'héritier des propriétés familiales à Guildford dans le Surrey et dans d'autres endroits, comme à Londres. 

### Carrière de dramaturge
On pense que Daborne a fréquenté en 1598 King's College en tant que « sizar », c'est-à-dire en bénéficiant de certaines aides concernant les repas, les frais de scolarité et le logement, en échange dans certains cas d'une tâche particulière, bien qu'il n'apparaisse pas dans la liste des « Alumni Cantabrigienses » de Venn. Les documents de son mariage suggèrent qu'il était un gentilhomme membre d'Inner Temple. La page de titre de son A Christian turn'd Turke précise sa qualité de gentilhomme. Il se marie avec Anne Younger en 1602 à St Mary's Church South Walsham. Le père d'Anne, Robert Younger, est le propriétaire d'Old Hall à Lingwood and Burlingham. Ils ont au moins un enfant, une fille, mais Anne meurt en couches. En 1609, Robert Daborne habite avec son beau-père à Shoreditch. À la mort de celui-ci, une violente dispute s’élève dans la famille au sujet de l'héritage. Un document de 1608 révèle que Daborne emprunte 50 £ à Robert Keysar, un des directeurs de la troupe enfantine des Divertissements de la reine. Lorsque Philip Rosseter réorganise cette troupe d'enfants en janvier 1610, Daborne figure sur la liste des patentés de cette compagnie, incluant les partenaires et les commanditaires. On suppose que Daborne est un des dramaturges écrivant pour cette compagnie, et quand celle-ci fusionne avec la troupe de Lady Elizabeth vers 1613, Daborne devient l'un des membres du cercle des dramaturges qui travaillent pour l'imprésario Philip Henslowe.
Les archives d'Henslowe, qui se trouvent à Dulwich College, contiennent plus de trente références à Daborne, comprenant des lettres, des reçus et d'autres documents datant du 17 avril 1613 au 1er août 1614. Ces lettres montrent la vie difficile menée par les dramaturges de l'époque, compagnons d'infortune de Daborne : Tourneur, Field et Massinger. Sans cesse à court d'argent comme tant d'écrivains de cette époque, Daborne compte sur la générosité intéressée d'Henslowe, qui lui accorde toute une série de petits prêts. Ses besoins d'argent serait en partie dus à quelques procès dans lesquels il se serait engagé. Pendant cette période, il travaille sur au moins cinq pièces pour Henslowe, soit seul, soit en collaboration avec Cyril Tourneur, John Fletcher, Nathan Field ou Philip Massinger. Aucune de ces pièces ne nous est parvenue, et seuls leurs titres subsistent : Machiavel and the Devil, délivrée en novembre 1613, The Arraignment of London, The Bellman of London, The Owl et The She Saint,.
Le 6 janvier 1616, cinq heures avant qu'Henslowe meure, Daborne envoie sa seconde femme Frances lui rendre visite pour qu'elle demande au mourant d'effacer leurs dettes en souffrance, dont un prêt sur toute leur propriété qu'Henslowe détient. Apparemment Henslowe accède à sa demande et lui remet aussi certains papiers et écrits appartenant à Daborne, contenant peut-être une ou plusieurs pièces.

### Carrière cléricale
Il entre probablement dans les ordres vers 1618, date à laquelle il publie le sermon A Sermon on Zacc. ii. 7 qu'il prononce à Waterford. Il devient chancelier du comté de Waterford en Irlande en 1619, est fait prébendier de Lismore en 1620, et doyen de Lismore en 1621. Selon une de ses lettres adressées à Henslowe, il aurait bénéficié de la protection de Lord Willoughby, ce qui expliquerait sa fulgurante progression ecclésiastique. Tout laisse supposer que Daborne a abandonné le théâtre lorsqu'il a entamé sa carrière religieuse.

### Mort
Il meurt le 23 mars 1628. Le poème encyclopédique On the Time Poets, publié en 1656, parle de tous les poètes du temps (à l'exception étonnante de Marlowe) : Jonson, Fletcher, Beaumont, Shakespeare, Massinger, Chapman, Sylvester, Quarles, May, Sandys, Digges, etc. Daborne est juste mentionné ainsi :
| Dawborne I had forgot, and let it be : He died amphibious by the ministry. | Dawborne, je l'avais oublié, et c'est bien ainsi : Avec la prêtrise, il est mort amphibie. |

## Œuvres
On n'attribue plus à Daborne, parmi les œuvres théâtrales qui subsistent de cette époque, que la paternité de deux pièces, qui pourraient être qualifiées toutes deux de cape et d'épée :
- A Christian Turn'd Turk (« Un chrétien devenu Turc ») (1612) est l'histoire tragique d'un pirate qui se convertit à l'Islam après être tombé amoureux d'une jeune musulmane. Daborne s'est inspiré des récits de pirates d'Andrew Barker[1].

- The Poor Man's Comfort (« Le Réconfort du pauvre homme ») (publiée la première fois en 1655) est une tragi-comédie singulière, préfigurant les ingénieuses comédies urbaines de la Restauration, plaçant son protagoniste Gisbert dans des situations bizarres et violentes. Cette pièce a été jouée plusieurs fois au Théâtre du Cockpit à Drury Lane. La page de titre précise : écrite par Robert Dauborne, « Master of Arts ».

Dans le passé, des chercheurs ont soutenu la participation de Daborne à d'autres pièces écrites en collaboration, comme The Faithful Friends (Beaumont et Fletcher), Rollo Duke of Normandy (Fletcher, Massinger, Jonson et Chapman), Cupid's Revenge (Beaumont et Fletcher), Thierry and Theodoret (Beaumont, Fletcher et Massinger) et The Honest Man's Fortune (Beaumont et Fletcher); mais ces attributions ne sont désormais plus considérées comme vraisemblables depuis la vaste étude menée par Cyrus Hoy des œuvres de Beaumont et Fletcher. En dehors du théâtre, peu d'ouvrages littéraires de Daborne nous sont parvenus ; il a participé au recueil de poèmes The Nipping or Snipping of Abuses de 1614 par John Taylor, « le Poète de l'eau ».